# Кенни-Сильвер, Керри
Керри Кенни-Сильвер (англ. Kerri Kenney-Silver; род. 20 января 1970) — американская актриса, певица, сценарист, продюсер и комик.

## Жизнь и карьера
Кенни-Сильвер родилась в Уэспост, штат Коннектикут, и окончила Нью-Йоркский университет, после чего создала комическую трупу The State, которая в свою очередь в 1993 году вылилась в одноимённое варьете-шоу канала MTV. Шоу завершилось после четырёх сезонов и в 1997 году она создала скетч-шоу Viva Variety для Comedy Central, которое в свою очередь было закрыто в 1999 году. В 2001-02 годах она переместилась на национальное телевидение с регулярной ролью в недолго просуществовавшем ситкоме CBS «Шоу Эллен».
Кенни-Сильвер добилась наибольшего успеха как соавтор, исполнительный продюсер и исполнительница одной из ролей в комедийном сериале Comedy Central «Рино 911!». Шоу транслировалось с 2003 по 2009 год, а в 2007 году также вышел полнометражный фильм. С тех пор она появилась в нескольких кинофильмах и была гостем в таких шоу как «Воспитывая Хоуп», «Управление гневом», «В Филадельфии всегда солнечно» и «Новенькая». В 2012 году она предприняла попытку вернуться на телевидение с главной ролью наравне с Марго Мартиндейл и Дельтой Берк в неудачном пилоте ситкома Counter Culture для ABC. В следующем году она снялась в ситкоме Fox «Мы и они», но сериал был закрыт до премьеры.
В дополнение к актёрской карьере, Кенни-Сильвер была солистом и бас-гитаристом в рок-группе Cake Like с 1993 по 1999 год. С 2004 года она замужем за оператором Стивеном Сильвером, у них есть ребёнок, родившийся в 2005 году.

## Избранная фильмография
- Бог любви (1997)
- Беспредельный террор (1999)
- Ожидание ... (2000)
- Блондинка в шоколаде (2006)
- 911: Мальчики по вызову (2007)
- Десять заповедей (2007)
- Шары ярости (2007)
- Мстители (2007)
- Взрослая неожиданность (2008)
- Всё о Стиве (2009)
- Жажда странствий (2012)
- Коротышка (2012)
- Дела с идиотами (2013)
- В ад и обратно (2015)
- Бесстыжие / Shameless (2016) — Констанс Грейс
- Две девицы на мели / 2 Broke Girls (2017) — Дениз
- Лемони Сникет: 33 несчастья / A Series of Unfortunate Events (2018—2019) — Бабс
- Большая маленькая ложь / Big Little Lies (2019) — доктор Белинда Ши